# Vasile Moldovan (poet)

Portretul poetului Vasile Moldovan

Vasile Moldovan (n. 20 iunie 1949, Șopteriu, județul Bistrița-Năsăud) este un poet român specializat în haiku.

## Biografie
După școala elementară, urmată în satul natal (1956-1963), a continuat liceul la Teaca, județul Bistrița-Năsăud (1963-1966) și a absolvit Liceul Militar Ștefan cel Mare din Câmpulung Moldovenesc, județul Suceava (1966-1967). A continuat la Școala Superioară de Ofițeri Activi „Nicolae Bălcescu”, Sibiu, absolvită în decembrie 1970. A devenit ofițer la arma grăniceri și a lucrat din toamna anului 1974, timp de șase luni, la revista Grănicerul. A urmat apoi Facultatea de Ziaristică (1975-1979). 
Ulterior a urmat Cursul Postuniversitar de Jurnalistică și Științele Comunicării (1995-1996). 
La 1 noiembrie 1982 a început activitatea de redactor la revista militară  La datorie. Când, în primăvara lui 1994, revista s-a desființat, a trecut la ziarul Apărarea patriei, la care a continuat să lucreze, după transformarea acestuia în Observatorul militar, până la pensionare.

## Activitatea literară
A publicat poezie și proză în diferite reviste românești, dar și străine, din Australia, India și, îndeosebi, din Japonia.
Vasile Moldovan a debutat cu Haiku în numărul 2 al revistei Haiku, număr apărut în vara anului 1990.
În perioada 2001 -2009, Vasile Moldovan a fost președintele Societății Române de Haiku, funcție pe care a preluat-o în ianuarie 2010 poetul Valentin Nicolițov. 
În 2011, Vasile Moldovan a fost inclus în topul celor mai creativi 100 de autori de haiku din Europa.
Societatea Română de Haiku s-a constituit la 19 martie 1991, fiind înființată de membrii colegiului de redacție al revistei Haiku. Din acesta făceau parte scriitori de prestigiu ca Marin Sorescu, Ștefan Augustin Doinaș, Aurel Rău, Vasile Smărăndescu, Ion Acsan, Mihai Diaconescu.
Haiku-urile poetului Vasile Moldovan sunt traduse în limbile engleză, japoneză, suedeză, neogreacă, sârbo-croată, albaneză, bulgară, rusă, arabă, turcă, persană și coreeană.

## Scrieri

#### Scrieri proprii
- Via dolorosa - tristihuri creștine în spirit haiku, Editura Fiat Lux, București, 1998
- Fața nevăzută a lunii / The Moon's Unseen Face (haiku), ediție bilingvă, versiunea engleză de Cristian-Mihail Miehs, Editura Semne, București, 2001
- Poemul într-un vers studii în colaborare cu Florin Vasiliu, Editura Curtea Veche, București, 2001[3]
- Arca lui Noe / Noah's Ark (haiku), ediție bilingvă, versiunea engleză de Cristian-Mihail Miehs, Editura Ambasador, Târgu Mureș, 2003[4]
- Ikebana (haiku), ediție bilingvă, versiunea engleză de Cristian-Mihail Miehs, Editura Orion, 2005[5]
- Semn de armă – harta României (în colaborare cu Dan Gîju), interviuri, prefață de colonel dr. Ion Petrescu, Editura Universității Naționale de Apărare „Carol I”, București, 2006.

#### Coautor
- Cornelia Atanasiu, Jules Cohn Botea, Vasile Moldovan, Lumina din oglindă, Editura Verus, București, 2010.

#### Traduceri
- Ban’ya Natsuishi – Îmbrățișarea planetelor/ The embrace of planets', 111 haiku, traducere în limba română de Vasile Moldovan, Editura Făt-Frumos, București, 2006.